# Coeroenie Airstrip
Coeroenie Airstrip is een landingsstrook in het westen van het district Sipaliwini in Suriname. Er zijn rond de zeven maatschappijen die het vliegveld aandoen. Er zijn lijnvluchten naar Zorg en Hoop Airport in Paramaribo. De ondergrond van de landingsbaan is van gras. De baan heeft een lengte van circa 1230 meter.
De airstrip werd in 1959 in het kader van Operatie Sprinkhaan aangelegd om de minerale grondstoffen in het gebied in kaart te brengen. Op 12 december 1967 landden vier mannen van de gewapende Guyanese politie die de arbeiders opdroegen het gebied te verlaten, wat het begin van het Tigri-conflict markeert. Coeroenie werd daarna een militaire grenspost van het Surinaamse leger, maar die werd in 1968 weer ontbonden. 